# Chennai Open Challenger 2018
Il Chennai Open Challenger 2018 è stato un torneo maschile tennis professionistico. È stata la 1ª edizione del torneo, facente parte della categoria Challenger 80 nell'ambito dell'ATP Challenger Tour 2018, con un montepremi di 50 000 $. Si è giocato dal 12 al 17 febbraio 2018 sui campi in cemento dello SDAT Tennis Stadium di Chennai, in India.

## Partecipanti

### Teste di serie
| Nazionalità   | Giocatore            | Ranking* | Testa di serie |
| ------------- | -------------------- | -------- | -------------- |
| Australia     | Jordan Thompson      | 103      | 1              |
| India         | Yuki Bhambri         | 112      | 2              |
| Corea del Sud | Lee Duck-hee         | 207      | 3              |
| Egitto        | Mohamed Safwat       | 218      | 4              |
| India         | Sumit Nagal          | 220      | 5              |
| Giappone      | Yasutaka Uchiyama    | 226      | 6              |
| Spagna        | Enrique López Pérez  | 229      | 7              |
| India         | Prajnesh Gunneswaran | 242      | 8              |

- Ranking al 5 febbraio 2018.

### Altri partecipanti
I seguenti giocatori hanno ricevuto una wild card per il tabellone principale:
- Vijay Sundar Prashanth
- Nitin Kumar Sinha
- Dhakshineswar Suresh
- Manish Sureshkumar

Il seguente giocatore è entrato in tabellone usando il ranking protetto:
- Saketh Myneni

I seguenti giocatori sono passati dalle qualificazioni:
- Arjun Kadhe
- Sidharth Rawat
- Abhinav Sanjeev Shanmugam
- Wishaya Trongcharoenchaikul

## Punti e montepremi
| Torneo    | Torneo              | V     | F     | SF    | QF    | 2T  | 1T  | Q | Q2 | Q1 |
| Singolare | Punti               | 80    | 48    | 29    | 15    | 6   | 0   | 3 | 0  | 0  |
| Singolare | Premi in denaro ($) | 7 200 | 4 240 | 2 510 | 1 460 | 860 | 520 | – | 0  | 0  |
| Doppio    | Punti               | 80    | 48    | 29    | 15    | –   | 0   | – | –  | –  |
| Doppio    | Premi in denaro ($) | 3 100 | 1 800 | 1 080 | 640   | –   | 360 | – | –  | –  |

## Campioni

### Singolare
Jordan Thompson ha sconfitto in finale  Yuki Bhambri con il punteggio di 7–5, 3–6, 7–5.

### Doppio
Sriram Balaji /  Vishnu Vardhan hanno sconfitto in finale  Cem İlkel /  Danilo Petrović con il punteggio di 7–6(5), 5–7, [10–5].